# Кольтури, Лара
Ла́ра Кольту́ри (итал. Lara Colturi, род. 15 ноября 2006, Турин) — итало-албанская горнолыжница, выступающая за сборную Албании с 2022 года. Чемпионка мира среди юниоров 2023 года в Санкт-Антоне в супергиганте, завоевала бронзу в гигантском слаломе.

## Биография

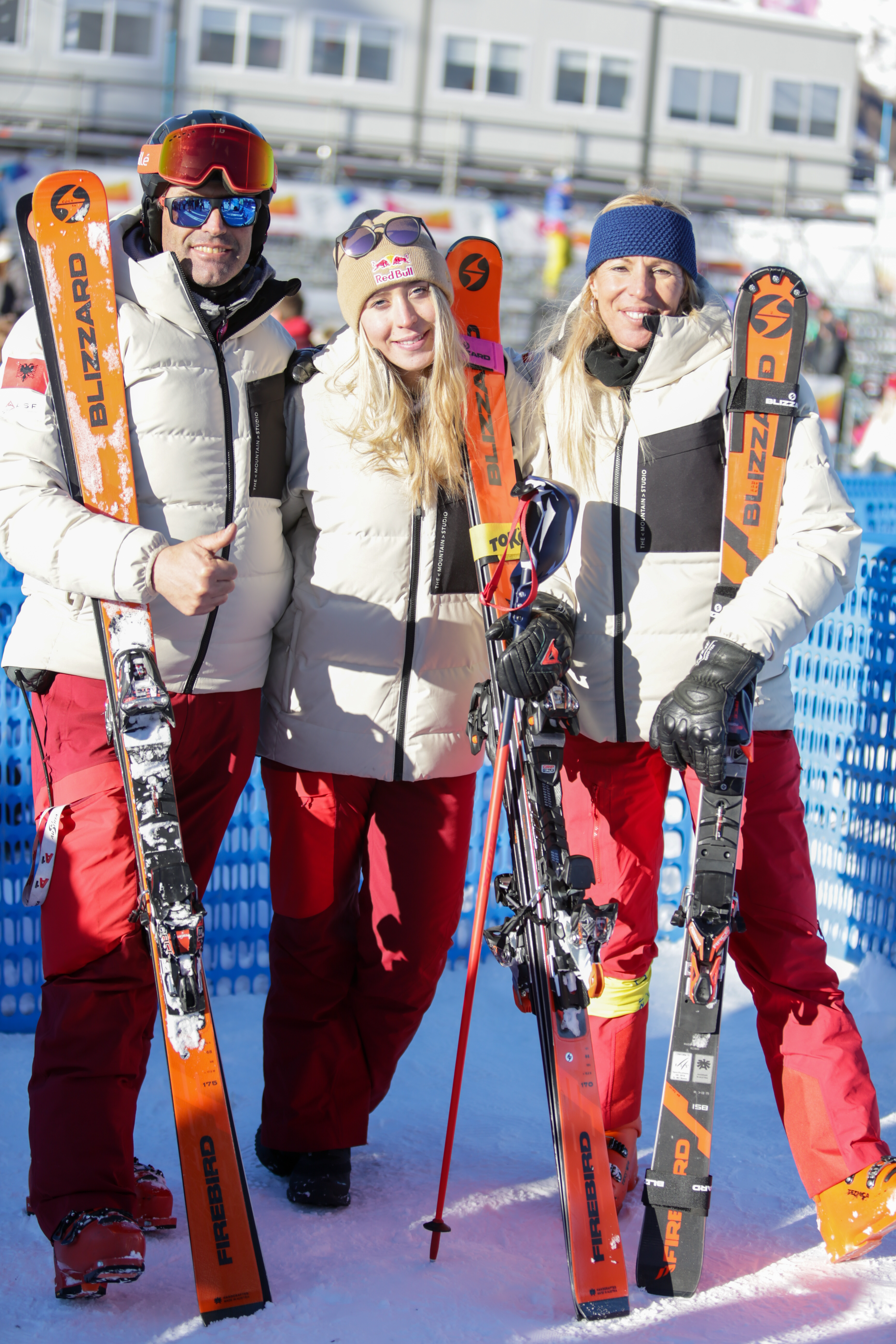
Лара Кольтури с родителями

Родилась 15 ноября 2006 года в Турине, в спортивной семье. Мать — Даниэла Чеккарелли, олимпийская чемпионка 2002 года в супергиганте. Отец — Алессандро Кольтури, тренер по лыжным гонкам. В настоящее время проживает с семьёй в Чезана-Торинезе.
Начала тренировки под руководством родителей, занимаясь в лыжном клубе, которым они управляют. До 13 лет также занималась на соревновательном уровне фигурным катанием.
В 2022 году её мать была назначена назначена техническим директором национальной сборной Албании по горным лыжам. Это стало причиной того, что незадолго до своего 16-летия, Лара решила дебютировать в гонках Международной федерации лыжного спорта под флагом Албании.
В составе сборной Албании дебютировала на международных соревнованиях в июле 2022 года.
Затем приняла участие в розыгрыше Кубка Южной Америки, в котором выиграла шесть гонок и заняла два вторых места, выиграв генеральную классификацию, а также соревнования по гигантскому слалому, специальному слалому и двоеборью.
19 ноября 2022 года она дебютировала на Кубке мира по горнолыжному спорту, где до этого не участвовал ни один албанский лыжник. В Леви в специальном слаломе, не пройдя квалификацию во второй заезд; неделю спустя, 26 ноября, она набрала свои первые очки в высшей гонке, заняв 17-е место в гигантском слаломе в Киллингтоне.
В сезоне 2023/24 Кольтури стала регулярно попадать в топ-30 лучших в слаломе и гигантском слаломе на этапах Кубка мира. 25 ноября в Киллингтоне заняла высшее в карьере 12-е место на этапе Кубка мира в гигантском слаломе. 7 января 2024 года в Краньске-Горе стала 13-й в слаломе на этапе Кубка мира.
В начале сезона 2024/25 годов на третьем этапе в австрийском Обергургле впервые в карьере поднялась на подиум, заняв второе место в слаломе, уступив только Микаэле Шиффрин, выиравшей свой 99-й этап Кубка мира. 4 января 2025 года заняла второе место в гигантском слаломе в Краньске-Горе.
На чемпионате мира 2025 года в Зальбахе заняла 7-е место в гигантском слаломе, в слаломе не финишировала в первой попытке.
В общем зачёте Кубка мира 2024/25 заняла восьмое место. В зачёте гигантского слалома стала пятой, а в зачёте слалома — десятой.
Является послом зимних Олимпийских игр 2026 года в Милане — Кортине д’Ампеццо.

## Подиумы на этапах Кубка мира (3)
| № | Сезон   | Дата        | Место проведения | Дисциплина        | Место |
| - | ------- | ----------- | ---------------- | ----------------- | ----- |
| 1 | 2024/25 | 23 ноя 2024 | Обергургль       | Слалом            | 2     |
| 2 | 2024/25 | 4 янв 2025  | Краньска-Гора    | Гигантский слалом | 2     |
| 3 | 2024/25 | 8 мар 2025  | Оре              | Гигантский слалом | 3     |